# Robert Farnan
Robert Farnan (ur. 11 czerwca 1877 w Nowym Jorku, zm. 10 stycznia 1939 tamże) – amerykański wioślarz, złoty medalista olimpijski z St. Louis (1904) w konkurencji dwójka bez sternika.
Osadę tworzył także Joseph Ryan.